# 埃皮讷伊
埃皮讷伊（法語：Épineuil，法語發音：[epinœj]）是法国勃艮第-弗朗什-孔泰大区约讷省的一个市镇，位于该省中部偏东，属于阿瓦隆区。

## 地理
埃皮讷伊（47°52'25"N, 3°58'49"E）面积6.21 平方千米，位于法国勃艮第-弗朗什-孔泰大區约讷省，该省份为法国中北部内陆省份，西接卢瓦雷省，西北接塞纳-马恩省，南至涅夫勒省，东临科多尔省，东北与奥布省接壤。
与埃皮讷伊接壤的市镇（或旧市镇、城区）包括：达讷穆瓦讷、莫洛姆、托内尔。

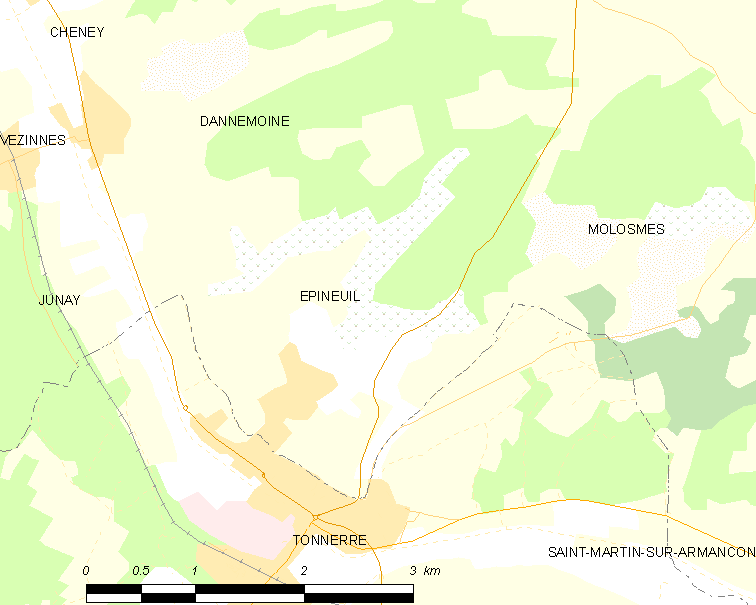
埃皮讷伊的OSM定位图

埃皮讷伊的时区为UTC+01:00、UTC+02:00（夏令时）。

## 行政
埃皮讷伊的邮政编码为89700，INSEE市镇编码为89153。

## 政治
埃皮讷伊所属的省级选区为托内鲁瓦县。

## 人口

1962-2008年间埃皮讷伊人口变化图示

埃皮讷伊于2022年1月1日时的人口数量为515人。